# Bebelsheim
Bebelsheim (en sarrois Bäwelsumm) est un ortsteil de la commune allemande de Mandelbachtal, en Sarre.

## Géographie

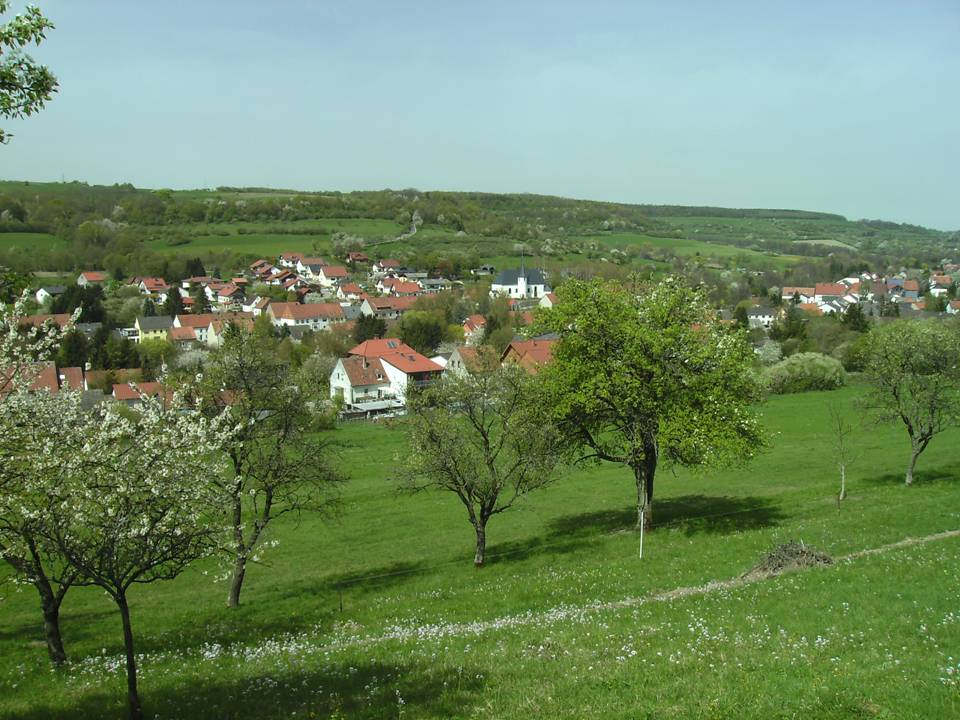